# Irlandia na Letnich Igrzyskach Olimpijskich 2008
Irlandię na Letnich Igrzyskach Olimpijskich 2008 reprezentowało 54 zawodników.
Był to 19. start reprezentacji Irlandii na letnich igrzyskach olimpijskich. Irlandzką drużynę powołał Olympic Council of Ireland.

## Zdobyte medale
Irlandia zdobyła 3 medale (2 brązowe i jeden srebrny).

## Badminton
- Scott Evans - Mężczyźni singiel
- Chloe Magee - Kobiety singiel

## Boks
- Paddy Barnes - Klasa do 48 kg
- Kenneth Egan - Klasa do 81 kg
- John Joe Nevin - Klasa do 54 kg
- Darren Sutherland - Klasa do 75 kg
- John Joe Joyce - Klasa do 64 kg

## Szermierka
- Siobhan Byrne - Szabla indywidualnie kobiet

## Kajakarstwo
- Eoin Rheinisch - K-1

## Lekkoatletyka
| Dyscyplina                    | Mężczyźni                     | Kobiety                             |
| ----------------------------- | ----------------------------- | ----------------------------------- |
| bieg na 100 m                 | Paul Hession                  |                                     |
| bieg na 200 m                 | Paul Hession                  |                                     |
| bieg na 400 m                 | David Gillick                 | Joanne Cuddihy                      |
| bieg na 800 m                 | Thomas Chamney                |                                     |
| bieg na 1500 m                | Alistair Cragg                |                                     |
| Bieg na 5000 m                | Alistair Cragg                |                                     |
| Bieg na 10 000 m              | Alistair Cragg                |                                     |
| Maraton                       | Martin Fagan                  | Pauline Curley                      |
| Bieg na 100 m przez płotki    |                               | Derval O’Rourke                     |
| Bieg na 400 m przez płotki    |                               | Michelle Carey                      |
| Bieg na 3000 m z przeszkodami |                               | Fionnuala Britton Roisin McGettigan |
| chód na 20 km                 | Jamie Costin Robert Heffernan | Olive Loughnane                     |
| Chód na 50 km                 | Colin Griffin                 |                                     |
| Rzut młotem                   |                               | Eileen O’Keeffe                     |

## Kolarstwo
| Mężczyźni        | Mężczyźni         |
| ---------------- | ----------------- |
| David O’Loughlin | Kolarstwo torowe  |
| Robin Seymour    | Kolarstwo górskie |
| Philip Deignan   | Kolarstwo szosowe |
| Nicholas Roche   | Kolarstwo szosowe |

## Jeździectwo
| Denis Lynch     | Skoki przez przeszkody |
| Geoffrey Curren | WKKW                   |
| Louise Lyons    | WKKW                   |
| Niall Griffin   | WKKW                   |
| Patricia Ryan   | WKKW                   |
| Austin O’Conner | WKKW                   |

## Wioślarstwo
| Mężczyźni         | Mężczyźni                                |
| ----------------- | ---------------------------------------- |
| Jonno Devlin      | M4- (czwórka bez sternika)               |
| Sean Casey        | M4- (czwórka bez sternika)               |
| Cormac Folan      | M4- (czwórka bez sternika)               |
| Sean O’Neill      | M4- (czwórka bez sternika)               |
| Paul Griffin      | LM4- (czwórka bez sternika wagi lekkiej) |
| Richard Archibald | LM4- (czwórka bez sternika wagi lekkiej) |
| Gearoid Towey     | LM4- (czwórka bez sternika wagi lekkiej) |
| Cathal Moynihan   | LM4- (czwórka bez sternika wagi lekkiej) |

## Strzelectwo
- Derek Burnett - Trap

## Pływanie
| Mężczyźni   | Mężczyźni               |
| ----------- | ----------------------- |
| Andrew Bree | 100 m stylem klasycznym |
| Andrew Bree | 200 m stylem klasycznym |
| Andrew Bree | 200 m stylem zmiennym   |

| Kobiety        | Kobiety                  |
| -------------- | ------------------------ |
| Aisling Cooney | 100 m stylem grzbietowym |
| Melanie Nocher | 200 m stylem grzbietowym |
| Melanie Nocher | 200 m stylem dowolnym    |

## Żeglarstwo
| Mężczyźni     | Mężczyźni  |
| ------------- | ---------- |
| Philip Lawton | 470        |
| Gerald Owens  | 470        |
| Stephen Milne | Klasa Star |
| Peter O’Leary | Klasa Star |
| Kobiety       |            |
| Ciara Peelo   | Laser      |
| Open          |            |
| Tim Goodbody  | Klasa Finn |

## Triathlon
- Emma Davis - Kobiety